# Brush Park
El Distrito Histórico de Brush Park, a menudo denominado simplemente Brush Park, es un vecindario de 22 cuadras ubicado en Midtown Detroit, Míchigan y designado zona histórica por la ciudad. Limita con Mack Avenue al norte, Woodward Avenue al oeste, Beaubien Street al este y Fisher Freeway al sur. El Distrito Histórico de Woodward East, un distrito histórico más pequeño completamente abarcado por el vecindario más grande de Brush Park, está ubicado en las calles Alfred, Edmund y Watson, desde Brush Street hasta John R. Street, y está reconocido por el Registro Nacional de Lugares Históricos. Entre los arquitectos que diseñaron sus inmuebles se encuentran George D. Mason, Albert Kahn y Louis Kamper.
Brush Park, que en un principio era parte de una granja de estilo francés, fue desarrollado a principios de la década de 1850 por el empresario Edmund Askin Brush, como un exclusivo barrio residencial para los ricos de Detroit. Allí se construyeron decenas de mansiones victorianas durante las últimas décadas del siglo XIX, y el lugar fue apodado Little Paris (Pequeño París) debido a su arquitectura afrancesada. Sin embargo, su apogeo fue corto: a principios del siglo XX, la mayoría de los residentes adinerados comenzaron a mudarse a distritos más modernos y tranquilos, y Brush Park se pobló de miembros de la clase trabajadora de rápido crecimiento de Detroit. Como muchas otras zonas de la ciudad, durante las décadas de 1970 y 1980 un fuerte deterioro se apoderó del vecindario y en la década de 2010 solo quedaban 70 de las 300 mansiones que había llegado a tener. Recientemente algunas casas han sido restauradas y nuevos residentes de han instalado en inmuebles recién nuevos.

## Historia

### Primeros años

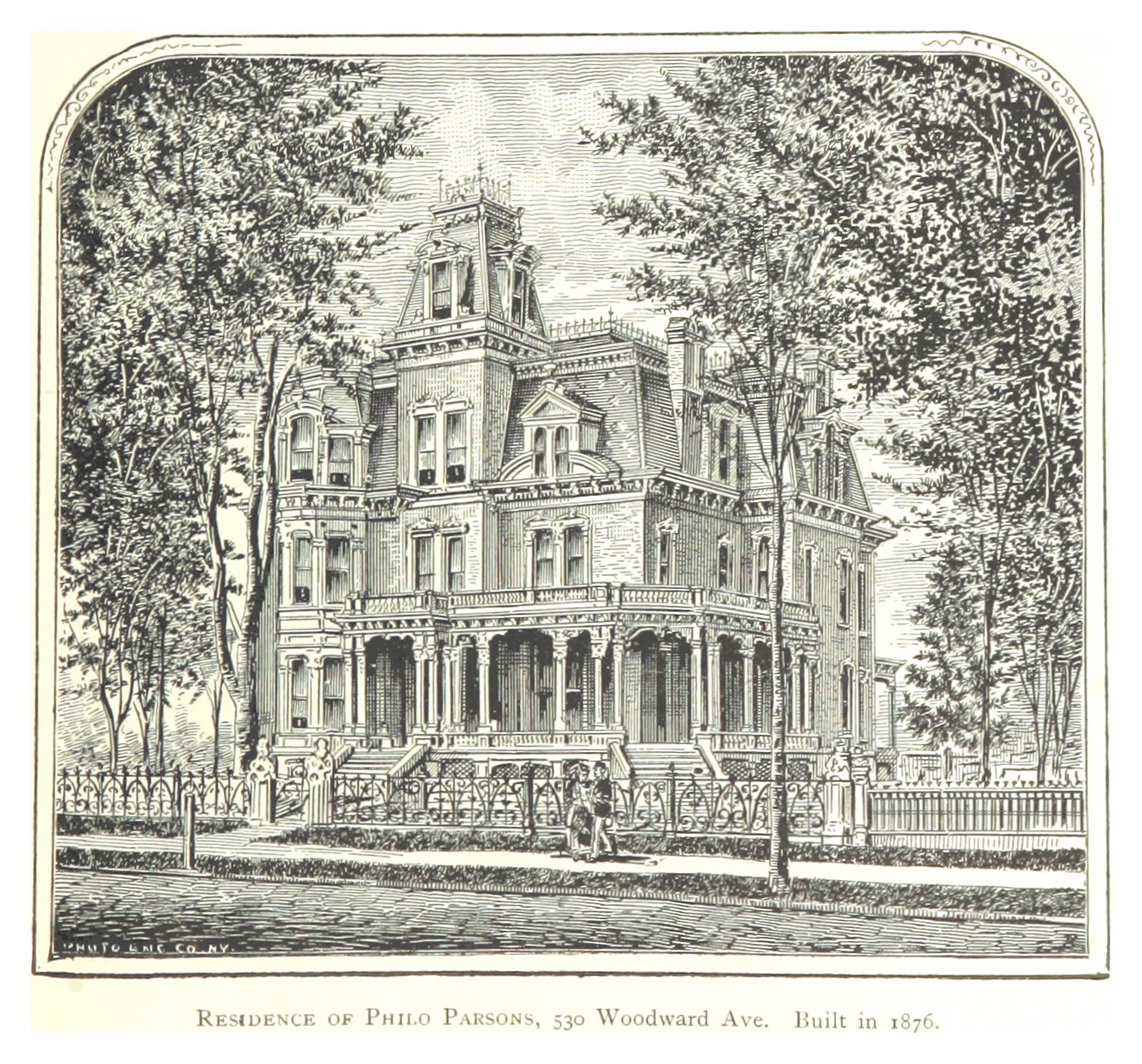
La residencia Philo Parsons, diseñada por el arquitecto Elijah E. Myers y terminada en 1876, estaba ubicada en la esquina de Woodward Avenue y Watson Street. Fue demolida a principios del.

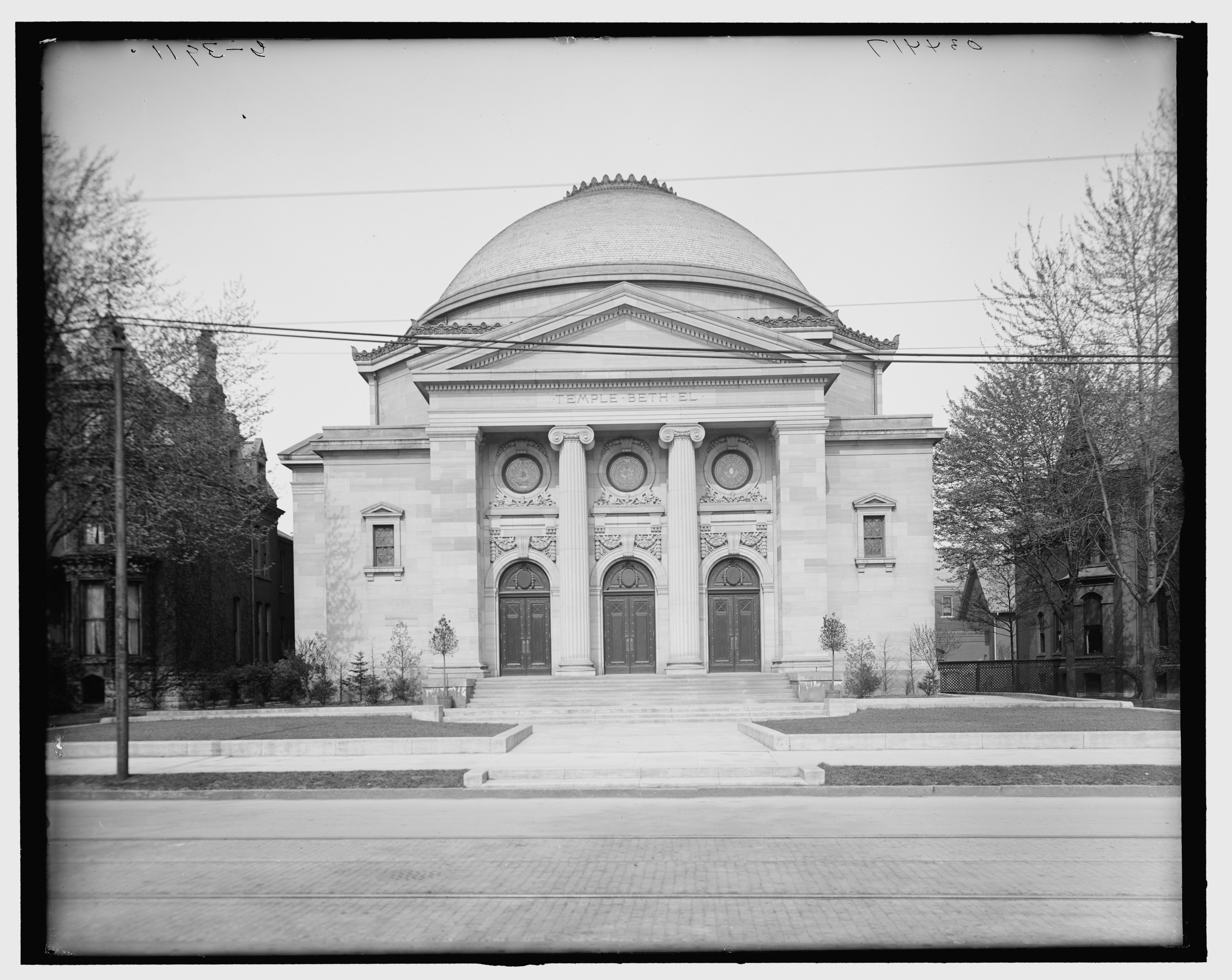
Templo Beth-El, c. 1905 con su fachada original.

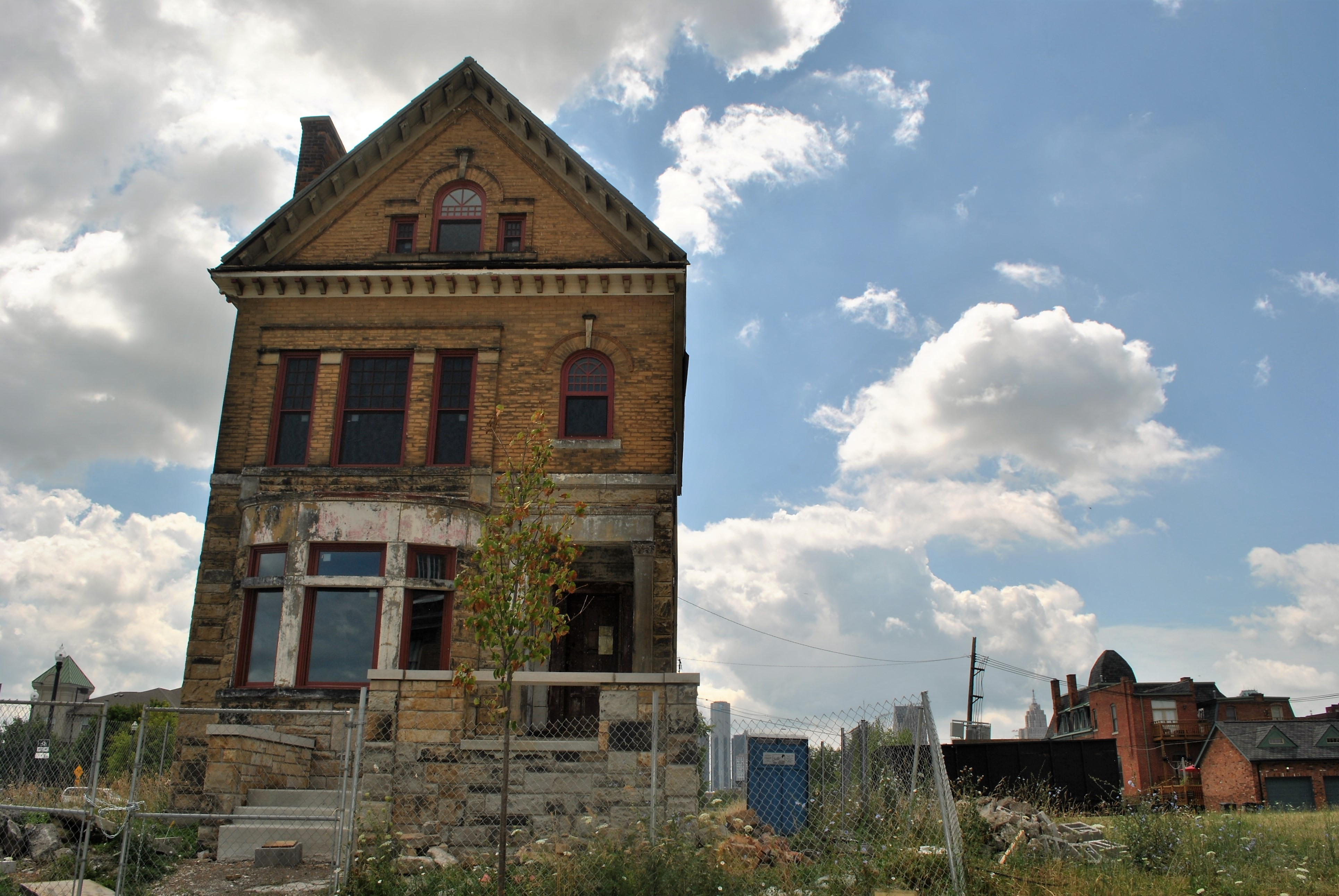
La casa ubicada en el número 312 de la Watson Street fue la sede de la Most Worshipful Mt. Sinai Grand Lodge desde 1921 hasta 1943

La tierra que ahora ocupa el distrito de Brush Park era originalmente parte de una granja de franjas que data del período colonial francés, inicialmente cedida por Charles de la Boische a Laurence Eustache Gamelin para el servicio militar el 1 de mayo de 1747. La granja tenía una fachada de unos 117 metros en el río Detroit, y se extendía hacia el interior unos 4680 metros y limitaba al oeste con el Commons (Domaine du Roy) y al este con la granja de Jean Baptiste Beaubien. Después de la muerte de su segundo propietario, Jacques Pilet, la granja fue adquirida por la prominente familia Barthe y, a finales del siglo XVIII, John Askin, un comerciante de pieles y especulador de tierras irlandés, la obtuvo a través del matrimonio con Marie-Archange Barthe. En 1802, la hija de Askin, Adelaide, se casó con Elijah Brush, un abogado de Vermont que pronto se convertiría en el segundo alcalde de Detroit desde su primera incorporación; el 31 de octubre de 1806, Elijah compró la granja (legalmente designada como "Reclamación privada 1") por 6.000 dólares.
A partir de la década de 1850, el empresario Edmund Askin Brush, hijo de Elijah, comenzó a desarrollar la propiedad de su familia, ubicada convenientemente cerca del centro, en un vecindario para los ricos de Detroit. La primera calle, que lleva el nombre del coronel John Winder, se abrió en 1852; las otras siguieron poco después, y fueron nombradas principalmente por miembros de la familia Brush (Adelaide, Edmund, Alfred, Eliot). El área se desarrolló con cuidado: el terreno directamente frente a Woodward Avenue se subdividió en lotes grandes y costosos, pronto ocupados por edificios religiosos y mansiones opulentas que rivalizan con las construidas a lo largo de East Jefferson Avenue y West Fort Street, mientras que el terreno al este se dividió en parcelas relativamente más pequeñas, de cincuenta pies de ancho. Las severas restricciones exigieron la construcción de mansiones elegantes y de alto nivel, dando un carácter uniforme y exclusivo al vecindario. A finales del siglo XIX, Brush Park se hizo conocido como el "Pequeño París del Medio Oeste"
Los arquitectos que diseñaron estas mansiones incluyeron a Henry T. Brush, George D. Mason, George W. Nettleton y Albert Kahn. Las casas se construyeron en Brush Park a partir de la década de 1860 y alcanzaron su punto máximo en las décadas de 1870 y 1880. Una de las últimas casas construidas fue construida en 1906 por Kahn para su uso personal. Otros primeros residentes de Brush Park incluyeron al barón de la madera David Whitney Jr. y su hija, Grace Whitney Evans; el empresario Dexter M. Ferry; Joseph L. Hudson, fundador de los grandes almacenes del mismo nombre; el fundador de Fulton Iron Works, Delos Rice; el barón de la madera Lucien S. Moore; el banquero Frederick Butler; el comerciante John P. Fiske; William Livingstone Jr., presidente del Dime Savings Bank; y el fabricante de productos secos Ransom Gillis.
En la década de 1890, el carácter de la subdivisión comenzó a cambiar, ya que muchos miembros prominentes de la comunidad judía alemana local se mudaron a Brush Park. Este período de la historia del barrio está registrado por el templo neoclásico Beth-El, diseñado por Albert Kahn para la Congregación Reformista y construido en 1902 Casi al mismo tiempo, Brush Park vio la construcción de sus primeros edificios de apartamentos. Uno de los primeros ejemplos del barrio de este tipo de estructura fueron los apartamentos Luben, construidos en 1901 por el arquitecto Edwin W. Gregory y demolidos en 2010. El Luben presentaba unidades grandes y suntuosas, y su elaborada fachada de piedra caliza se mezclaba con las de las mansiones circundantes; sin embargo, la construcción de edificios de apartamentos sin duda representó una disminución en la calidad del parque de edificios de Brush Park.

### Decadencia
- El vecindario comenzó a decaer a principios del siglo XX, cuando la llegada de los tranvías y luego los automóviles permitió a los ciudadanos prósperos vivir más lejos del centro: los primeros residentes se mudaron, sobre todo a distritos prometedores como Indian Village y Boston–Edison y Brush Park se pusieron menos de moda.[26][8] La fachada de Woodward Avenue perdió rápidamente su carácter residencial, ya que las lujosas mansiones fueron demolidas para dar paso a edificios comerciales.[18] A lo largo de la subdivisión, las casas se convirtieron en apartamentos o casas de huéspedes, a menudo con la construcción de adiciones traseras de dos y tres pisos, para acomodar a los trabajadores de la floreciente industria automotriz,[20] y decenas de estructuras fueron demolidas para estacionamientos de superficie. En 1921, todas las casas de Alfred Street eran apartamentos o pensiones.[30][31]

En la década de 1930, muchos afroamericanos se habían mudado al área, como resultado, Brush Park pasó a albergar una vibrante comunidad negra, junto con el área cercana de Black Bottom-Paradise Valley. Las instituciones afroamericanas ubicadas en Brush Park incluyeron St. Peter Claver, la primera parroquia católica para afroamericanos en Detroit, establecida en 1914 en la antigua iglesia episcopal de St. Mary en Beaubien y Eliot; el Monte Más Venerable. Sinai Grand Lodge, una logia masónica negra ubicada en 312 Watson; y el Mercy General Hospital and Clinic. Mercy Hospital fue el primer hospital propiedad de negros en Detroit; fundada por el Dr. David Northcross en 1917, originalmente estaba ubicada en 248 Winder Street, y luego se trasladó a 668 Winder.

La Gran Depresión y las tensiones raciales de la década de 1940 (parte de los disturbios raciales de 1943 tuvo lugar en las calles de Brush Park) llevaron a un rápido deterioro del vecindario. Russell McLauchlin, residente desde hace mucho tiempo, describió el declive de Brush Park en el prefacio de su libro Alfred Street (1946):
[Alfred Street] se encuentra ahora en lo que los urbanistas llaman un área arruinada. Los olmos fueron talados hace mucho tiempo. No queda ningún representante de las antiguas familias vecinas. Las casas, en su mayoría tal como estaban hace medio siglo, son estructuras lúgubres. Algunos tienen tiendas de comestibles que florecen de noche en sus patios delanteros. Algunos tienen ventanas tapiadas. Todos tienen una gran necesidad de pintura y reparación. Es una calle desolada; un escenario de pobreza y penumbra caída; posiblemente de cosas peores.

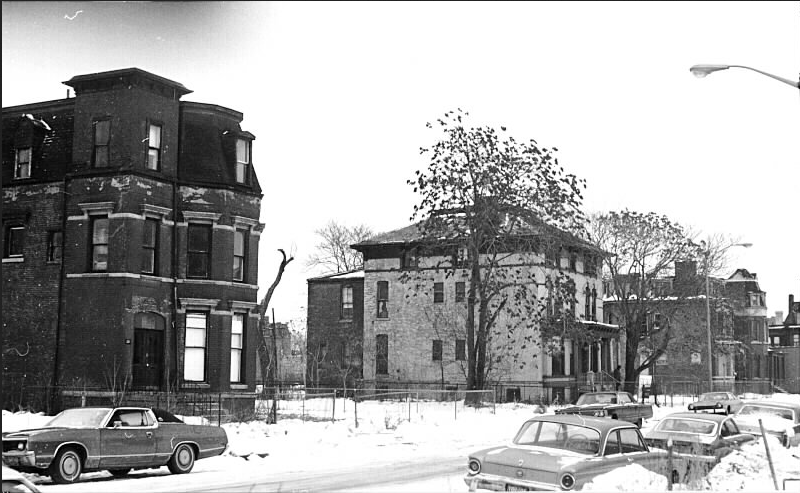
Alfred Street en la década de 1970. La primera casa a la izquierda, la residencia McGraw demolida en 1999 seguida de la casa James.V.Campbell todavía en pie.

A partir de la década de 1960, muchos de los edificios quedaron desocupados y cayeron en mal estado; sin embargo, el barrio mantuvo gran parte de su integridad histórica y se hicieron algunos intentos para preservarlo. El primer plan de reurbanización serio en la historia de Brush Park fue el proyecto Woodward East Renaissance, que se planeaba completar en 1976, el año del bicentenario de Estados Unidos. El ambicioso plan incluía restaurar las mansiones históricas sobrevivientes y erigir modernos edificios residenciales en los lotes vacíos, pero no se realizó debido a la desorganización. El área delimitada por las calles Alfred, Brush, Watson y John R., denominada Woodward East Historic District, fue designada como Sitio Histórico del Estado de Míchigan el 17 de septiembre de 1974, e incluida en el Registro Nacional de Lugares Históricos el 21 de enero de 1975; El distrito histórico de Brush Park más grande, delimitado por Woodward, Mack, Beaubien y Fisher Freeway, fue establecido por la ciudad de Detroit el 23 de enero de 1980. A pesar de estos intentos de salvar lo que quedaba del carácter histórico del vecindario, en la década de 1980 Brush Park había caído gradualmente en un estado de "abandono y desintegración casi total", ganando una mala reputación como una de las áreas más abandonadas de Detroit. Los edificios abandonados se convirtieron en blanco de vándalos e incendiarios: como resultado, la ciudad demolió decenas de estructuras por razones de seguridad. Durante el siglo XIX, se construyeron alrededor de 300 casas en Brush Park, incluidas 70 mansiones victorianas; en la actualidad, quedan alrededor de 80 estructuras originales en el área. Los edificios notables que fueron demolidos incluyen la Iglesia Bautista Woodward Avenue (1887), arrasada en 1986, y la Iglesia Católica St. Patrick (1862), destruida por un incendio en 1993.

### Renacimiento

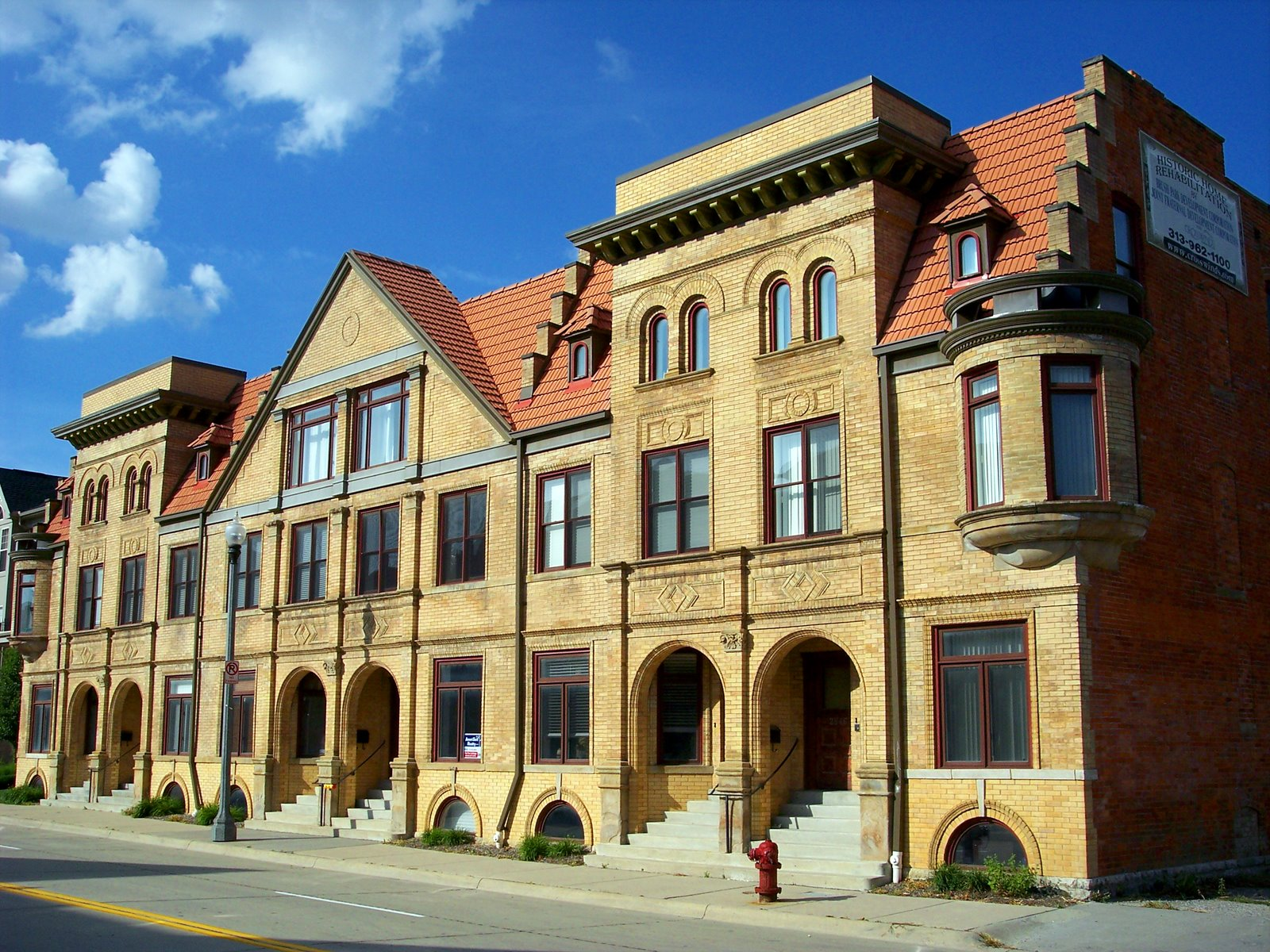
Casas adosadas en John R. Street, renovadas como condominios en 2003

El resurgimiento de Brush Park comenzó en la década de 1990 y desde entonces se ha acelerado. Se han construido nuevos condominios en la parte sur del distrito, cerca de Fisher Freeway, y se han restaurado varias de las mansiones más antiguas. Varias otras casas históricas han sido estabilizadas y "suspendidas" por la ciudad de Detroit entre 2005 y 2006, con motivo del Super Bowl XL jugado en el cercano Ford Field. Un puñado de otros edificios aún permanecen en un estado de completo abandono y están amenazados de demolición.
La casa de William Livingstone de estilo renacentista francés (1894) en Eliot Street fue uno de los primeros encargos de Kahn. La Cruz Roja tenía la intención de demoler la mansión, originalmente ubicada al oeste de John R. Street, para dar paso a su nuevo edificio. Los conservacionistas lograron trasladar con éxito la Casa Livingstone aproximadamente una cuadra hacia el este. Sin embargo, tras este cambio de posición, unos graves problemas estructurales en los cimientos de la casa provocaron el derrumbe paulatino del edificio. El artista Lowell Bioleau conmemoró la Casa de William Livingstone en una pintura titulada Open House que dio a conocer el día de su demolición el 15 de septiembre de 2007, subrayando los esfuerzos conservacionistas.
El 10 de mayo de 2014, la histórica Primera Iglesia Unitaria se incendió en circunstancias sospechosas y, en consecuencia, fue demolida. El edificio, que fue diseñado por Donaldson y Meier y data de 1890, representa una de las mayores pérdidas en la historia reciente de Brush Park, ya que fue incluido en el Registro Nacional de Lugares Históricos.

## Edificios notables
| Nombre                              | Imagen                                                                             | Año      | Ubicación                     | Estilo                                                          | Arquitecto                                   | Notas |
| ----------------------------------- | ---------------------------------------------------------------------------------- | -------- | ----------------------------- | --------------------------------------------------------------- | -------------------------------------------- | --- |
| Alpha Phi Alpha Fraternity House    |                                                                                    | c.. 1918 | 293 Eliot Street              | Estilo cúbico                                                   | Desconocido                                  | Desde el 15 de mayo de 1939, este edificio alberga el Capítulo Gamma Lambda, un capítulo local de la fraternidad Alpha Phi Alpha afroamericana con letras griegas. El Capítulo Gamma Lambda de Detroit, fundado en 1919, "sirvió como punto focal para las actividades sociales, culturales, educativas y de servicio comunitario de los negros en una era en la que había pocos otros puntos de venta". un sitio histórico del estado de Míchigan el 30 de agosto de 1977. |
| Bonstelle Theatre                   |                                                                                    | 1902     | 3424 Woodward Ave.            | Beaux Arts, historicista griego                                 | Albert Kahn; C. Howard Crane (remodelación)  | De acuerdo con los deseos del rabino Leo M. Franklin, Albert Kahn diseñó este templo neoclásico en Woodward Avenue para la comunidad judía de Detroit. La palada inicial comenzó el 25 de noviembre de 1901, con la piedra angular ceremonial colocada el 23 de abril de 1902. Después de la construcción de una nueva sinagoga en 8801 Woodward, en 1925 el Templo Beth El fue convertido en un teatro por C. Howard Crane; la fachada fue luego fuertemente alterada con la ampliación de Woodward en 1936. La estructura, el edificio de sinagoga más antiguo de Detroit, figura en el Registro Nacional de Lugares Históricos. |
| Max Broock                          |                                                                                    | 1905     | 233 Erskine Street            | Eduardiana                                                      | Mueller & Mildner                            | Esta casa (en la foto de la izquierda) fue construida en 1905 para Max Broock, un corredor de seguros y bienes raíces cuyas oficinas estaban ubicadas en el Harmonie Centre. Diseñada por la firma de Detroit de Mueller & Mildner, la estructura "refleja fuertemente el carácter de transición de muchas casas del período eduardiano, en parte victoriana y en parte del siglo XX". |
| Casa Frederick Butler               |                                                                                    | 1882     | 291 Edmund Place              | Neorrenacentista francés, Segundo Imperio                       | William Scott & Co.                          | Construida en 1882, la Casa Frederick Butler es una mansión de estilo renacentista francés del Segundo Imperio que tiene780 m²; el propietario original, Frederick Butler, era banquero. Fue restaurado y convertido en condominios en 2006. La casa, ubicada dentro del distrito histórico de Woodward East, ahora se llama Edmund Place. |
| James V. Campbell                   |                                                                                    | 1877     | 261 Alfred Street             | Italianizante                                                   | Desconocido                                  | James Valentine Campbell (1823-1890) fue secretario de la Junta de Regentes de la Universidad de Míchigan, juez de la Corte Suprema de Míchigan y profesor Marshall de Derecho en la Universidad de Míchigan. La casa fue ocupada por la familia Campbell desde 1877 hasta 1891. El edificio está dentro del distrito histórico de Woodward East. Actualmente en renovación como parte del proyecto city modern. |
| The Carlton                         |                                                                                    | 1923     | 2915 John R. Street En Edmund | Beaux Arts, Escuela de Chicago                                  | Louis Kamper                                 | El Hotel Carlton Plaza abrió sus puertas el 31 de mayo de 1924; diseñado por el famoso arquitecto de Detroit Louis Kamper, fue su "duodécimo encargo principal y el primer proyecto hotelero documentado de su empresa". Durante la Era del Jazz, el hotel se convirtió en un lugar de reunión popular para afroamericanos ricos y afluentes, incluidos algunos de los nombres más importantes del jazz. En 1950, la revista Ebony describió al Carlton como "el hotel para negros más bellamente decorado y amueblado de forma más elaborada en todo Estados Unidos"; en mayo de 1960, Jet lo anunció como "el principal destino para el negro exigente". En la década de 1980, el hotel se había ido deteriorando progresivamente; asumido por la ciudad de Detroit y cerrado en la década de 1990, fue comprado por inversores privados y renovado como condominio en 2005. |
| Carola Building                     |                                                                                    | 1912     | 78 Watson Street              | Neorrenacentista                                                |                                              | Renovado como condominios. |
| Casa Lyman Cochrane                 |                                                                                    | 1870     | 216 Winder Street             | Italianizante                                                   |                                              | Esta casa es un ejemplo de arquitectura de estilo italianizante residencial en Detroit. Originalmente fue construido para el oculista John F. Terry, pero en 1871 fue vendido a Lyman Cochrane. Cochrane fue senador estatal y juez de la Corte Superior, sirviendo en esta capacidad hasta su muerte en 1879. |
| Crystal lofts                       |                                                                                    | 1919     | 3100 Woodward Ave. En Watson  | Art déco                                                        |                                              | Originalmente construido como un salón de baile (el Crystal Palace), el edificio fue renovado recientemente como condominios. La fachada art déco se añadió en 1936. |
| Casa J.P. Donaldson                 |                                                                                    | 1879     | 82 Alfred Street              | Reina Ana                                                       | Mason & Rice; Gordon W. Lloyd (remodelación) | Esta casa fue construida en 1879 para James P. Donaldson, un vendedor de barcos. En 1892, David Charles Whitney (hijo de David Whitney Jr.) adquirió la casa, que fue completamente renovada por Gordon W. Lloyd. En ese momento se decía que era una de las casas más importantes de Detroit y estaba valorada en 30.000 dólares (hoy 750.000 dólares ±). La casa tuvo varios otros propietarios antes de convertirse en pensión; en 2012, el edificio se vendió a un comprador privado por 110.000 dólares. En el mismo año, fue uno de los escenarios de la película Solo los amantes sobreviven, dirigida por Jim Jarmusch. |
| Casa Clifford Elliot                |                                                                                    | 1899     | 305 Eliot Street              | Victoriano, Eduardiana                                          | M.A. Edwards                                 | Construida en 1899 para Clifford Elliot, un ejecutivo de abarrotes al por mayor, esta casa de principios de siglo ejemplifica la transición del diseño victoriano al estilo arquitectónico eduardiano. |
| Primera Iglesia Presbiteriana       |                                                                                    | 1889     | 2930 Woodward Ave.            | Románico richardsoniano                                         | George D. Mason                              | George D. Mason diseñ̟o la Primera Iglesia Presbiteriana a partir de la Iglesia Trinity de Henry Hobson Richardson en Boston. Cuando Woodward se amplió en 1936, el pórtico de entrada elaboradamente tallado se trasladó de la fachada de Woodward al lado de Edmund Place. La iglesia está incluida en el Registro Nacional de Lugares Históricos. |
| John P. Fiske                       |                                                                                    | 1876     | 261 Edmund Place              | Segundo Imperio, neorrenacentista francés, victoriano           |                                              | John P. Fiske era un comerciante de porcelana y vajilla de Detroit. La casa, ubicada dentro del Distrito Histórico de Woodward East, fue designada Sitio Histórico del Estado de Míchigan el 18 de agosto de 1988. |
| Casa Ransom Gillis                  |                                                                                    | 1876     | 205 Alfred Street En John R.  | Veneciano gótico                                                | Henry T. Brush & George D. Mason             | Este edificio ha sido muy documentado por John Kossik y fotografiado por el documentalista Camilo José Vergara. La casa, construida entre 1876 y 1878 para Ransom Gillis, un comerciante mayorista de productos secos, se encuentra dentro del distrito histórico de Woodward East. |
| Casa Bernard Ginsburg               |                                                                                    | 1898     | 236 Adelaide Street           | Neo-tudor                                                       | George W. Nettleton & Albert Kahn            | Bernard Ginsburg fue una figura importante en la filantropía, el servicio cívico y la comunidad judía en Detroit durante finales del siglo XIX y principios del XX. Encargó al arquitecto Albert Kahn el diseño de esta casa, una de las primeras obras de Kahn. Kahn se hizo conocido en la arquitectura industrial y comercial; la casa de Ginsburg y su estilo renacentista inglés exhibidos son típicos de los primeros trabajos de Kahn. La casa está incluida en el Registro Nacional de Lugares Históricos. |
| Casa John Harvey                    |                                                                                    | 1887     | 97 Winder Street              | Segundo Imperio                                                 | Juan V. Smith                                | John Harvey era farmacéutico y filántropo. La casa tiene1,000 m², ocho chimeneas de mármol y una escalera de tres pisos. Los desarrolladores compraron John Harvey House en 1986, renovaron la estructura y, en 2005, la abrieron como Inn at 97 Winder, un alojamiento y desayuno. La casa está incluida en el Registro Nacional de Lugares Históricos. |
| Casa Hudson–Evans                   |                                                                                    | 1874     | 79 Alfred Street              | Segundo Imperio, neorrenacentista francés, italianizante        | Desconocido                                  | También conocida como Joseph Lothian Hudson House o Grace Whitney Evans House. Construida en 1874 para el armador Philo Wright, la casa fue un regalo de David Whitney Jr. a su hija Grace tras su matrimonio con John Evans en 1882. Más tarde se convirtió en la residencia de la familia Joseph L. Hudson. Incluido en el Registro Nacional de Lugares Históricos. |
| Casa de Albert Kahn                 |                                                                                    | 1906     | 208 Mack Ave.                 | Neorrenacentista inglés                                         | Albert Kahn                                  | En 1906, el arquitecto Albert Kahn construyó una casa para su uso personal. Vivió en esta mansión frente a Mack Avenue desde 1906 hasta su muerte en 1942; la estructura fue obtenida más tarde por la Liga Urbana de Detroit, que todavía la usa hoy. La casa está incluida en el Registro Nacional de Lugares Históricos. |
| Casa George Ladve                   |                                                                                    | 1882     | 269 Edmund Place              | Estilo Reina Ana                                                |                                              | Originalmente propiedad de George Ladve, 269 Edmund Place, Una mansión de estilo victoriano de Eastlake construida en 1882 y restaurada en 2008, tiene 690 m². Ladve había sido propietario de una empresa de alfombras y tapizados. A finales de la década de 1890, la familia Frohlich añadió una sala de música. Edward P. Frohlich fue uno de los filántropos originales de la Orquesta Sinfónica de Detroit. La casa está dentro del distrito histórico de Woodward East. |
| Casa Lucien S. Moore                |                                                                                    | 1885     | 104 Edmund Place              | Neorrenacentista francés, neogótico                             | Desconocido                                  | Originalmente propiedad del barón de la madera Lucien S. Moore, 104 Edmund Place, construido alrededor de 1885 en un estilo renacentista gótico francés y restaurado en 2006, tiene 650 m². La restauración de Lucien Moore House fue presentada el 27 de diciembre de 2005 por la iniciativa Restaurar América de HGTV en asociación con el National Trust for Historic Preservation. También puede ser conocido como Moorie Town House o The Edmund. |
| Patterson Terrace                   |                                                                                    | 1903     | 203-209-213 Erskine Street    | Románico richardsoniano                                         |                                              | Actualmente en renovación. |
| Casa H.P. Pulling                   |                                                                                    | 1871     | 48 Edmund Place               | Victoriano                                                      |                                              | Henry Perry Pulling (1814-1890) fue médico y presidente del Banco Peninsular desde 1860 hasta su cierre en 1870. |
| Casa Emanuel Schloss                |                                                                                    | 1872     | 234 Winder Street             | Segundo Imperio                                                 | Desconocido                                  | Construida entre 1870 y 1872, esta casa del Segundo Imperio fue la residencia de Emanuel Schloss y su esposa, Rebecca. Emanuel Schloss era comerciante de productos secos y mercero; miembro activo de la comunidad judía de Detroit, sirvió en 1860 como presidente del Templo Beth El, la congregación judía más antigua de Míchigan. La casa ha sido restaurada y ahora funciona como el 234 Winder Street Inn. Fue designado Sitio Histórico del Estado de Míchigan el 18 de agosto de 1988. |
| Casa Horace S. Tarbell              |                                                                                    | 1869     | 227 Adelaide Street           | Victoriano, italianizante                                       |                                              | Una de las estructuras existentes más antiguas en Brush Park, la casa fue construida en 1869 y originalmente propiedad de Horace Sumner Tarbell (1838-1904), Superintendente de Instrucción Pública de Míchigan de 1876 a 1878. Durante las siguientes décadas, la propiedad cambió de manos varias veces antes de ser abandonada y deteriorada. |
| Casa Elisha Taylor                  |                                                                                    | 1870     | 59 Alfred Street              | Neorrenacentista francés, Segundo Imperio, neogótico victoriano | Julius Hess                                  | La casa de Elisha Taylor, con su renacimiento francés, techo abuhardillado del Segundo Imperio, tiene distintos elementos de estilo renacentista victoriano y gótico y fue construida en 1870 para William H. Craig, un especulador de tierras de Detroit. En 1875, Craig vendió la casa a Elisha Taylor. Taylor fue un abogado de Detroit que ocupó muchos cargos durante su carrera, incluido el fiscal de la ciudad, asistente del fiscal general de Míchigan de 1837 a 1841 y comisionado de la corte de circuito de 1846 a 1854. La casa está incluida desde 1975 en el Registro Nacional de Lugares Históricos. |
| Casa Joseph F. Weber                |                                                                                    | 1901     | 206 Eliot Street              | Neocolonial británico                                           | Desconocido                                  | Originalmente propiedad del barón de la madera Joseph F. Weber, la casa fue construida en 1901. Se desconoce el arquitecto; sin embargo, el carácter de Renacimiento colonial de la estructura "sugiere firmas como Rogers y MacFarlane, que ya estaban activas en las áreas de Indian Village y Boston-Edison diseñando casas de derivación colonial". La Joseph F. Weber House fue designada como Sitio histórico del estado de Míchigan el 17 de diciembre de 1987. |
| Casa Henry Glover                   | - La casa Glover en 2016 un año antes de que empezara la restauración.             | 1874     | 227 edmund place              | Segundo imperio                                                 | desconocido                                  | La casa (cuya dirección original era 81 edmund place) fue construida por Henry Glover(1812-1892). Estudió en una academia en Homer NY, En 1848 se convirtió en miembro de la firma de Smith, Glover & Dwight que operaba en el manejo de mercancías en general y madera. Confiado en el futuro de la ciudad, invirtió en bienes raíces y pronto pudo retirarse de la vida mercantil. Fue uno de los primeros en ver las posibilidades de la avenida Jefferson como una calle mayorista y de trabajo. Murió el 8 de julio de 1892 a los 80 años en la casa. La casa sufrió una adición a principios del siglo XX en la parte trasera y el lado derecho al convertirse en una casa de huéspedes. Estuvo en malas condiciones desde los años 1960 y a principios de los 1990 se abandonó. Desde 2017 está en renovación para condominios.                                         |
| Residencia Standart                 |                                                                                    | 1872     | 64 edmund place               | victoriano italianizante                                        | desconocido                                  | Esta casa en 64 Edmund Place (dirección original 30 Edmund Place) fue construida probablemente por John Edwards alrededor de 1871-1872. Construyó viviendas en la zona como inversiones inmobiliarias. Se convirtió en el hogar de la familia Henry W. Standart en 1875 y permaneció así durante las siguientes décadas. A principios de siglo se eliminó el ala para sirvientes y se le hizo una adición para convertirla en una casa de huéspedes, permaneció así hasta los años 1980. Actualmente se encuentra abandonada, propiedad de la familia llitch. |
| Casa GS Chandler                    | - La casa Chandler de la de la derecha en 2016 antes de su restauración.           | 1874     | 286 Alfred st                 | Segundo imperio                                                 | desconocido                                  | Actualmente en renovación como parte del proyecto city modern. Se la conoce como una de las "Mansard Twins", pues tiene un techo y una ventana salediza similar a la de su vecina, la Casa L'Hommedieu. |
| Casa L'Hommedieu                    | - La casa L´homedieu es la de la izquierda en 2016 antes de empezar la renovación. | 1875     | 287 alfred st                 | segundo imperio                                                 | desconocido                                  | En un momento fue propiedad de Charles y Frank L'Hommedieu. A veces se hace referencia a la casa por su apellido o como una de las "Mansard Twins" debido a que la casa vecina (la Casa GS Chandler) tiene un techo y una ventana salediza similar, se convirtió en una casa para huéspedes a principios del siglo XX, tuvo una pequeña restauración en los años 1970 como parte del proyecto Woodward East pero la renovación fallo y se dejó abandonada. Hoy en día se encuentra en renovación como parte del proyecto city modern. |
| Casa William Livingstone (demolida) |                                                                                    | 1894     | 284 eliot st                  | renacentista francés,chateusque                                 | Albert Khan                                  | Construida en 1894 fue una de las primeras creaciones de Albert Khan quien sería conocido por sus diseños industriales, la casa se mantenía en buena forma hasta que la cruz roja intentó demolerla, pero conservacionistas consiguieron que la movieran hasta un solar en 284 Eliot Street, la casa se mantuvo hay unos años hasta que en 2006 los cimientos empezaron a fallar y la fachada empezó a derrumbarse poco a poco, finalmente la casa encontró su final el 15 de septiembre de 2007. |